# Сандинистская народная армия
Сандинистская народная армия (исп. Ejército Popular Sandinista) — никарагуанские вооружённые силы, сформированные в 1979—1980 годы из отрядов СФНО после свержения диктатуры Сомосы в результате сандинистской революции и в 1995 году преобразованные в результате реформы в Национальную армию Никарагуа.

## История
Непосредственно после победы сандинистской революции 19 июля 1979 года силы СФНО насчитывали 15 тыс. человек, в том числе 2 тыс. бойцов в составе отрядов, построенных по образцу регулярной армии, 3 тыс. партизан («guerrilleras») и 10 тыс. плохо вооружённых ополченцев-«милисианос» («milicianos irregulares»). В следующие месяцы была проведена частичная демобилизация, утверждена система воинских званий, начат отбор будущих военнослужащих среди лиц старше 18 лет для прохождения службы в рядах регулярной армии и их обучение. Помимо боевой подготовки, значительное внимание уделялось ликвидации неграмотности призывников и личного состава.
Сандинистская народная армия была создана в 1979—1980 годы (в соответствии с декретом правительства № 53 от 22 августа 1979 года). В начале сентября 1979 года на 6-й конференции глав государств и правительств неприсоединившихся стран Никарагуа была принята членом движения неприсоединения.
В августе 1981 года военнослужащие-спортсмены из Никарагуа впервые приняли участие в спортивных соревнованиях СКДА (они участвовали в 5-й спартакиаде СКДА в Венгрии).
15 марта 1982 года, в связи с повышением активности «контрас» и угрозой военной интервенции со стороны США на территории страны было впервые введено чрезвычайное положение. 21 марта 1982 правительством была принята чрезвычайная программа гражданской обороны, предусматривавшая увеличение военных расходов.
30 апреля 1983 года после двухчасового артиллерийско-миномётного обстрела никарагуанской территории с территории Гондураса, в районе города Халапа с территории Гондураса началось наступление крупной группировки общей численностью до 1200 «контрас», которые предприняли попытку захватить н.п. Макарали и прорваться вглубь территории страны. 5 мая 1983 года начались бои в районе города Халапа, в этот же день еще одна ударная группировка «контрас» перешла границу с Гондурасом и в течение 12 часов атаковала приграничный посёлок Суисе (в 1 км от границы) при поддержке артиллерии, которая вела огонь с территории Гондураса. Наступающие были остановлены, в дальнейшем, в районе Макарали начались ожесточённые оборонительные бои подразделений СНА. В сложившейся обстановке, 7 мая 1983 года правительство Никарагуа приняло решение о формировании в пограничной зоне департамента Нуэва-Сеговия дополнительных отрядов самообороны из местных жителей. 9 мая 1983 года был объявлен призыв 8 тыс. человек в пехотные батальоны СНА и 3 тыс. человек — в отряды народной милиции.
В июле 1983 года была проведена реорганизация Сандинистской народной милиции и объявлено о создании системы гражданской обороны. В результате, к 17 августа 1983 года общая численность Сандинистской народной милиции увеличилась до 7 тыс. человек.
13 сентября 1983 года правительством был принят закон № 1327 «О патриотической воинской службе», который устанавливал призывной принцип комплектования армии, а также предусматривал прохождение 45-дневного курса начальной военной подготовки всеми никарагуанцами в возрасте от 18 до 25 лет. В программу курса НВП входила общефизическая подготовка, обучение стрельбе, метанию ручной гранаты, окапыванию, маскировке и действиям в составе подразделения.
Вторжение США на Гренаду в октябре 1983 года вызвало значительное беспокойство у правительства Никарагуа, после начала военных учений США и Гондураса у границ с Никарагуа армия была приведена в полную боевую готовность. В дальнейшем, сохранявшееся присутствие войск США на территории Гондураса (в январе 1985 года их численность составляла около 3 тыс. военнослужащих, при этом танковые подразделения США были размещены всего в 5 км от границы между Гондурасом и Никарагуа) заставляли военно-политическое руководство Никарагуа учитывать возможность военной интервенции войск США. В результате, часть подразделений СНА постоянно находилась в северных районах страны и обеспечивала охрану морского побережья - что не позволяло задействовать их в борьбе с формированиями "контрас" в других районах страны.
По состоянию на 1985 год, вооруженные силы Никарагуа насчитывали 40 тыс. солдат и офицеров, еще около 20 тыс. человек было в отрядах Сандинистской народной милиции.
В 1986 году был принят закон о утверждении системы воинских званий (la Ley Creadora de los Grados de Honor, Cargos y Grados Militares).
В январе 1988 года правительство Никарагуа отменило режим военного положения в стране и приняло закон об амнистии для участников антиправительственных объединений.
В 1988 году вооружённые силы Никарагуа стали участником СКДА.
В 1988 году СССР прекратил оказание военной помощи Никарагуа
В начале августа 1989 года президент страны Даниэль Ортега сообщил, что правительство приостанавливает призыв на военную службу призывников вплоть до проведения президентских выборов 25 февраля 1990 года. При этом, демобилизация отслуживших положенный срок военнослужащих срочной службы не прекращалась.
Вторжение США в Панаму в декабре 1989 года вызвало значительное беспокойство у правительства Никарагуа, армия была приведена в полную боевую готовность.
23 февраля 1990 года был принят закон № 75 о изменении организационной структуры Сандинистской народной армии (Ley de Organización Militar del Ejército Popular Sandinista).
15 июля 1990 года было принято решение о сокращении общей численности СНА на 30 %, с 61 тыс. до 41 тыс. военнослужащих, при этом, численность регулярной армии должна была быть уменьшена на 50 % к 2 августа 1990 года.
В декабре 1990 года был принят закон (Ley que deroga la Ley del Servicio Militar Patriotico), отменивший призывной принцип комплектования армии.
В течение 1991 года, после окончания войны c «контрас» армейские подразделения занимались разминированием минных полей, охраной государственных границ и оказанием помощи населению при стихийных бедствиях. В течение этого года вооружённые силы были сокращены с 90 тыс. до 21 тыс. чел., став самой малочисленной среди армий стран Центральной и Латинской Америки.
В 1995 году в результате военной реформы Сандинистская народная армия была преобразована в Национальную армию Никарагуа.

## Организационная структура
Верховным главнокомандующим вооружёнными силами являлся президент страны, который осуществлял руководство войсками через министра обороны (этот пост занимал Умберто Ортега) и начальника генерального штаба (этот пост занимал Хоакин Куадра).
Территория страны была разделена на семь военных районов, организационно-штатная структура которых была неодинаковой, но обычно включала несколько пехотных бригад и несколько отдельных пехотных батальонов (кроме того, в состав военного района могли входить механизированные части, подразделения разведки, артиллерийские дивизионы или батареи и зенитно-артиллерийский дивизион).
В состав вооруженных сил Никарагуа входили:
- части и подразделения регулярной армии:
  - сухопутные войска
  - военно-воздушные силы (Fuerza Aérea Sandinista)
  - военно-морские силы (Marina de Guerra Sandinista)
  - пограничные войска (Tropas Guardafronteras)
  - батальоны лёгкой пехоты (BLI, Batallones de Lucha Irregulares) — первые десять батальонов для борьбы с «контрас» были сформированы в 1983 году, в 1987 году их было двенадцать, впоследствии их количество было увеличено до тринадцати.
  - резервные батальоны (Batallones de Infantería de Reserva) — сформированы в конце 1985 года[22]
- Сандинистская народная милиция (MPS, Milicias Populares Sandinistas) — сформированные по территориальному признаку отряды самообороны (многие из них были созданы еще во время гражданской войны, до победы сандинистской революции, создание других началось в феврале 1980 года[23], однако окончательное оформление их организационная структура получила только в августе 1980 года). На вооружении отрядов народной милиции находилось лёгкое стрелковое оружие, в том числе устаревших образцов (винтовки «спрингфилд» M1903[10] и M-1 «гаранд»[24]) и трофейное[25].
  - в ходе войны, в составе народной милиции были созданы территориальные батальоны легкой пехоты (BLC, Batallones de Lucha Cazador), предназначенные для борьбы с «контрас».
- военный госпиталь в Манагуа

В целом, создание структуры Сандинистской народной армии было завершено в 1986 году.

## Вооружение и техника
В 1979—1980 годы вооружение создаваемой армии состояло из оружия, имевшегося в отрядах СФНО, а также оставшегося в распоряжении правительства трофейного вооружения и техники расформированной Национальной гвардии.
В 1979—1981 годы правительство Никарагуа обращалось с предложениями о военно-техническом сотрудничестве и приобретении вооружения к США, ФРГ, Бельгии, Испании и Бразилии, но их инициативы были последовательно отклонены. В 1981 году правительству Никарагуа удалось приобрести во Франции партию вооружения и техники на сумму 15,8 млн долларов (два патрульных катера класса «Vedette», два вертолёта SA.316B «Alouette III», армейские грузовики и партию гранатомётов), однако США выступили с критикой сделки и в дальнейшем приобретение оружия в западных странах для Никарагуа стало невозможным.
С этого времени, подготовка командного и личного состава новой армии проходила при участии кубинских и советских военных советников, на её вооружение поступило оружие и техника социалистических стран.
- стрелковое вооружение: пистолеты ПМ; винтовки vz.52/57; пистолет-пулемёты ППШ; автоматы АКМ; снайперские винтовки СВД; ручные пулеметы РПД и РПК; гранатомёты РПГ-7.
- средства ПВО: пулемёты ДШК; около 200 орудий ЗУ-23-2[28]; 10 шт. самоходных установок ЗСУ-57-2 (получены в 1983 году); 450 переносных зенитно-ракетных комплексов[28]; радиоэлектронное оборудование…
- артиллерия и миномёты: 82-мм и 120-мм миномёты советского производства; 122-мм артиллерийские орудия Д-30 и др.
- танки: 22 шт. ПТ-76 (получены в 1983—1984 годы), а также Т-54 и Т-55.
- бронетранспортёры: БТР-152; 20 шт. БТР-40 (получены в 1981—1982 годы); 19 шт. БТР-60[28] и один БТР-50ПУ
- автомашины: грузовики IFA, внедорожники УАЗ-469 и др.

Тем не менее, в сравнении с потребностями армии, её обеспечение и снабжение было недостаточным. Одним из способов решения этой проблемы стало широкое использование трофейного оружия и снаряжения, которое впоследствии поступало на вооружение подразделений СНА:
- 29 апреля 1985 года в Манагуа была проведена выставка захваченного у «контрас» трофейного вооружения: американские винтовки М-1 и М-14, пулемёты М-60, гранатомёты М-79, противотанковые и акустические мины, разнообразные взрывные устройства, а также скоростной штурмовой катер класса «пиранья» (Piranha assault boat)[31]
- 22 февраля 1987 года в департаменте Селайя солдаты СНА захватили 13 из 14 контейнеров, сброшенных с самолёта DC-6 в 25 милях к северу от поселения Сан-Педро-дель-Норте. В распоряжении правительственных сил оказались военные грузы общей массой около 4 тонн (в том числе, 120 миномётов, 600 гранат и 96 пар армейских ботинок производства США; 84 гранатомётных выстрела производства Югославии; 50 тыс. патронов 7,62×39 мм; взрывчатка и никарагуанская валюта на сумму около 1500 долларов США)[32][33];
- кроме того, в январе, мае, июне и июле 1987 года правительственные силы перехватили ещё пять партий оружия, сброшенных с самолётов для «контрас», среди трофеев (общей массой около 7 тысяч фунтов) оказались 70 единиц стрелкового оружия, боеприпасы и один зенитно-ракетный комплекс «Red Eye»[34][35];
- 23 августа 1987 года была перехвачена ещё одна партия оружия: 13 автоматов Калашникова, 72 шт. выстрелов к гранатомётам M-79 и медикаменты[36]
- за первые четыре месяца 1988 года у «контрас» были захвачены 1069 автоматов, около 100 гранатомётов, 7 миномётов, 510 ящиков патронов, 67 радиостанций и 7 парашютов[37].

## Награды
- «Medalla al Valor»
- La Orden «Augusto César Sandino»[38]

## Профессиональные праздники
Профессиональным праздником Сандинистской народной армии являлся День основания СНА («Fundación del E.P.S.») — 2 сентября.

## Память, отражение в культуре и искусстве
- в 1983 году в Никарагуа была выпущена серия почтовая марка "Fuerzas Armadas" номиналом 4 кордобы